# Digital Tape Format
Digital Tape Format（DTF、デジタルテープフォーマット）はコンピュータ補助記憶装置用磁気テープの規格の一つ。
1997年にソニーによって、同社のデジタルビデオ規格Digital BETACAMを元に開発された。
ヘリカルスキャン記録方式で、テープ幅は12.65 mm（1/2インチ）。使用するカセットハーフの形状はBETACAMのものとほぼ同一で、LカセットとSカセットがある。
「DTF」および「Digital Tape Format」はソニーの商標である。 

## DTF-1様式
Lカセットで42GB、Sカセットで12GBの記録が可能。
Adaptive Lossless Data Compression(ALDC)圧縮を併用するとそれぞれ108ギガバイト、31ギガバイトの記録を可能としている。
- 規格番号 ISO/IEC 15731:1998 Information technology -- 12,65 mm wide magnetic tape cassette for information interchange -- Helical scan recording -- DTF-1 format

## DTF-2様式
DTF-1様式の記録波長を短波長化し、トラックピッチ幅も短縮して約5倍の記録容量を実現した。
Lカセットで200GB、Sカセットで60GBの記録が可能。圧縮技術を併用し、それぞれ518GB、154GB。
- 規格番号 ISO/IEC ISO/IEC 20061 Information technology -- 12,65 mm wide magnetic tape cassette for information interchange -- Helical scan recording -- DTF-2